# 홍수전
홍수전(중국어: 洪秀全, 1814년 1월 1일 ~ 1864년 6월 1일)은 청나라의 종교인, 혁명가이다. 광동성(廣東省) 태생 객가(客家)계 출신으로 청에서 개신교의 영향을 받은 종교 국가인 태평천국(太平天國)을 세워 청나라에 반기를 들어 투쟁했다. 홍수전은 개신교 교리를 중국의 전통사상인 유교 사상으로써 중국인들이 쉽게 이해하도록 설명한 『권세양언(勸世良言)』을 읽었고, 미국 침례교회 선교사인 이사카 로버츠에게 성서와 교리를 배웠다.

## 생애

### 환상
과거에 응시하던 홍수전은 『권세양언(勸世良言)』을 읽었고, 열병을 앓는 동안 하늘에서 계시가 내려와 자신이 예수 그리스도의 동생이며, 흑의(黑衣)를 입은 노인인 상제(上帝)를 만났다는 꿈을 꾼 이후에 자신이 사람들이 진신인 상제를 믿도록 해야 할 사람이라고 믿었다. 그는 양수청(楊秀淸)과 함께 배상제회(拜上帝會)를 만들어 포교하였다. 종교 형식을 취한 배상제회는 점점 세력을 넓혔고 교주 홍수전은 지방 유력자에 맞먹는 권력을 행사하여 1851년에 '태평천국'을 마침내 건국하고 천왕(天王)이 되었다. 자신을 따르던 주요 간부들을 왕으로 세우고(동왕 양수청, 서왕 소조귀, 남왕 풍운산, 북왕 위창휘, 익왕 석달개) 정식 국가 체계를 갖추었다.

### 토지개혁
초창기에는 청군에 쫓겨다니던 홍수전은 1853년에 남경(南京)을 마침내 점령하고 장강(長江) 이남에 자신의 세력을 떨친다. 홍수전은 토지제도를 개혁하고 청조에 대항하였으므로 태평천국은 당시 중국 민중에게 열렬히 지지받았다. 태평천국은 실패했지만, 장강 이남으로 북벌군을 파견하기도 하였다.
하지만, 잦은 내부 권력투쟁 끝에 홍수전의 실질적인 세력은 크게 감소한 데다가 양수청은 '천부 하범'(여호와의 혼이 육신에 내림), 소조귀는 '천형 하범'(예수의 혼이 육신에 내림)이라 하여, 홍수전을 능멸하였다. 석달개를 제외한 왕 4인은 서로 더 많은 권력을 장악하려고 싸웠고 이런 상황은 홍수전이 석달개를 불러들여 왕 4인 중 마지막으로 권력을 휘두른 북왕 위창휘의 잔당을 제거한 (1860년)까지 계속되었다. 이후 홍수전은 친형제인 홍인발과 홍인달을 왕으로 세워 자신의 통치권을 강화하였다. 석달개는 홍수전 측근들과 벌인 권력투쟁에 실망하여 난징에서 물러나 사천성(四川省) 지방에 근거를 잡았다.

### 진압됨
1862년 청은 증국번을 필두로 하는 태평천국 토벌군을 파견하고 영국계 외인 부대도 이에 호응하였다. 태평천국의 서방을 방어하던 석달개는 1863년 청군에게 공격당해 청두에서 책형으로 죽었고 1864년 6월 1일 홍수전도 토벌군에게 패하리라 예감하고 난징에서 독약을 마시고 자결했다. 이후 7월 19일 난징이 완벽한 함락당하여 태평천국은 멸망하고 만다.
홍수전의 최후와 서거를 놓고서 불확실하나 여러 일설이 있다. 천경(난징)이 함락된 후 증국번은 '수만 명이 최후까지 저항하였고 홍수전은 힘이 다하여 자살했다'고 공술하지만, 체포되어 처형당한 부하들이 한 공술이나 당시 목격담에 의거하면, 부족한 식량을 구하고자 천로(하늘의 이슬, 성서의 만나)가 내린 풀을 떡으로 먹던 홍수전이 그것이 원인이 되어 사망했다고도 한다. 난징성에 있던 노약자와 부녀자들은 식량과 식수가 고갈되어 제대로 저항할 수 없었고, 정부군에게 학살당하기에 이르렀다. 증국번은 홍수전이 자살(혹은 병사)한 무덤을 파헤쳐 홍수전의 시체를 검시하고 현장에서 소각했다고 한다.

## 원도성세훈
〈원도성세훈〉(原道醒世訓)은 홍수전이 저작한 상제신앙(上帝信仰)의 포교문서이다. 이 문서는 그가 벗인 이동대와 함께 어머니의 고향인 광시성 귀현(貴縣)에서 상제 신앙의 포교에 종사한 후, 광둥성 화현(花縣)의 향리로서 귀환한 그 다음해, 즉 1845년에 집에서 작성한 것이다. 이것은 같은 해에 제작된 〈원도구세가〉 및 이듬해 제작된 〈원도각세훈〉과 함께 1852년 태평천국의 《태평조서》(太平詔書)로 집성, 간행되었다. 이 문서 속에서 그는 천하의 모든 인간들이 상제를 아버지로 하는 형제자매라 하였다. 그렇기 때문에 세계는 한 개의 가족공동체가 되어야 한다고 설파하고, 재화는 개인의 사유가 될 수 없으며 모든 사람에게 평등하게 분배 소비되어야 한다고 주장하였다. 그는 또한 장년(長年)과 강자는 노유와 약자를 부조하지 않으면 안 된다는 이상을 게시하고, 그 이상은 약탈하고 서로 죽이는 세상을 변혁하여 공평정직한 세상으로 만듦으로써 비로소 가능하다고 가르치고 있다. 이것은 그리스도교의 평등사상에 입각한 원시공산제적(原始共産制的)인 사고방식이며 동시에 《예기》 〈예운편〉(禮運篇)에 논술된 대동(大同)의 세계를 의미하거니와, 이 사상은 후에 〈천조전무제도(天朝田畝制度)〉에서 완결되었다. 이 문서는 태평천국의 초기 혁명운동의 이론적 기초를 잘 보여주고 있다.

## 같이 보기
- 브리검 영